# Classe préparatoire mathématiques, physique et informatique
Dans le système éducatif français, la classe préparatoire mathématiques, physique et informatique ou MPI est une des voies d'orientation en seconde année, communément appelée Maths spé, de la filière des classes préparatoires scientifiques.
On y accède après la Classe préparatoire mathématiques, physique, ingénierie et informatique (MP2I).

## Orientation
La filière MPI rassemble des élèves issus de la filière Mathématiques, Physique, Informatique et Ingénierie : MP2I. Elle comprend les classes MPI et MPI* (Classe « étoile »). Les classes de MPI* (MPI-étoile) regroupent les meilleurs élèves de la filière MP2I pour leur enseigner un programme identique à celui enseigné aux élèves de la filière MPI, mais complété par des exercices supplémentaires et plus poussés, leur permettant de préparer les concours les plus sélectifs, notamment ceux de l’École polytechnique et des écoles normales supérieures.

## Programme

### Matières

#### Mathématiques[1]
- Structures algébriques usuelles
- Réduction des endomorphismes d'un espace euclidien
- Topologie des espaces vectoriels normés
- Séries numériques et vectorielles
- Suite et séries de fonctions, séries entières
- Fonctions vectorielles
- Intégration sur un intervalle quelconque
- Variables aléatoires discrètes
- Équations différentielles linéaires
- Calcul différentiel et optimisation

#### Physique-Chimie[1]
- Mécanique
- Éléments de traitement du signal
- Optique
- Électromagnétisme
- Thermodynamique
- Physique quantique
- Transformation de la matière

À noter qu'il y a quelques chapitres de Chimie mais ils restent très minoritaires. La Physique étant très majoritaire dans le programme de Physique-Chimie.

#### Informatique[2]
- Méthodes de programmation
- Récursivité et induction
- Structures de données
- Algorithmique
- Gestion des ressources de la machine
- Logique
- Base de données
- Langages formels
- Décidabilité et classes de complexité
- Langage C / OCaml

#### Français et Philosophie[3]
- Étude d'un thème à l'aide de trois œuvres

#### LV1 (anglais,allemand,espagnol,italien,arabe, etc.)
Étude de l'économie, du mode de vie, de la culture (anglais et américains pour LV1 anglais) à travers des articles de presse, entraînement aux différents types d'épreuve au concours : Thème littéraire (type "Mines-Ponts") ou grammatical (type "E3A"), Version, Contraction croisée (cross-reduction : contraction en anglais d'un texte en français), expression écrite (réponse a une question en anglais), synthèse de documents, QCM.

### Emploi du temps
| Matière                       | Total  | Cours | TD  | TP    | Khôlles           |
| ----------------------------- | ------ | ----- | --- | ----- | ----------------- |
| Mathématiques                 | 12 h   | 10 h  | 2 h | 0     | 1 h par semaine   |
| Physique-Chimie               | 7,5 h  | 5 h   | 1 h | 1,5 h | 1 h par quinzaine |
| Informatique                  | 6 h    | 4 h   | 1 h | 1 h   | 1 h par mois      |
| Français - Philosophie        | 2 h    | 2 h   | 0   | 0     | 1 h par trimestre |
| Langue vivante 1              | 2 h    | 2 h   | 0   | 0     | 1 h par quinzaine |
| Langue vivante 2 (facultatif) | 2 h    | 2 h   | 0   | 0     | 0                 |
| EPS                           | 2 h    | 2 h   | 0   | 0     | 0                 |
| TIPE                          | 2 h    | 0     | 2 h | 0     | 0                 |
| Total obligatoire             | 33,5 h | 23 h  | 6 h | 2,5 h | environ 2h        |